# La Gelée à Louveciennes
La Gelée à Louveciennes (aussi appelé Gel à Louveciennes) est un tableau d'Alfred Sisley. Il se trouve au Musée Pouchkine depuis 1948. Il montre l'église Saint-Martin de Louveciennes. 

## Contexte
Sisley de nationalité anglaise ne pouvait participer à la Guerre franco-allemande de 1870. Au début de l'occupation prussienne,  fuyant le siège de Paris, Sisley fit un premier séjour à Louveciennes à l'automne 1870, y peignant notamment Premières neiges à Louveciennes représentant la rue de Voisins, près de la maison de la mère de Renoir, dans le hameau où se situe son atelier, ainsi qu'une série de tableaux représentant le haut de la côte du Cœur-Volant. Au printemps 1871, il revient habiter à Louveciennes, 2 rue de La Princesse. Il découvre son atelier saccagé par les Prussiens, raison pour laquelle peu de toiles antérieures à 1871 nous soient parvenues. À Louveciennes, où il habita jusqu'à l'hiver 1874-1875, il peignit de nombreux paysages sous la neige teintée de reflets roses, jaunes ou bleus. 
Un pastel de Sisley représentant Louveciennes se trouve au Musée des beaux-arts de Budapest (numéro d'inventaire 1435-2788).

## Description
Sisley a représenté au centre de sa composition l'église Saint-Martin de Louveciennes couverte de son ancien clocher en bois. Le peintre s'est placé à environ une centaine de mètres en bas de la rue du Maréchal-Joffre au n° 12 pour peindre cette toile. On reconnaît, en hiver, le pignon de la maison en bas de la rue.

## Provenance

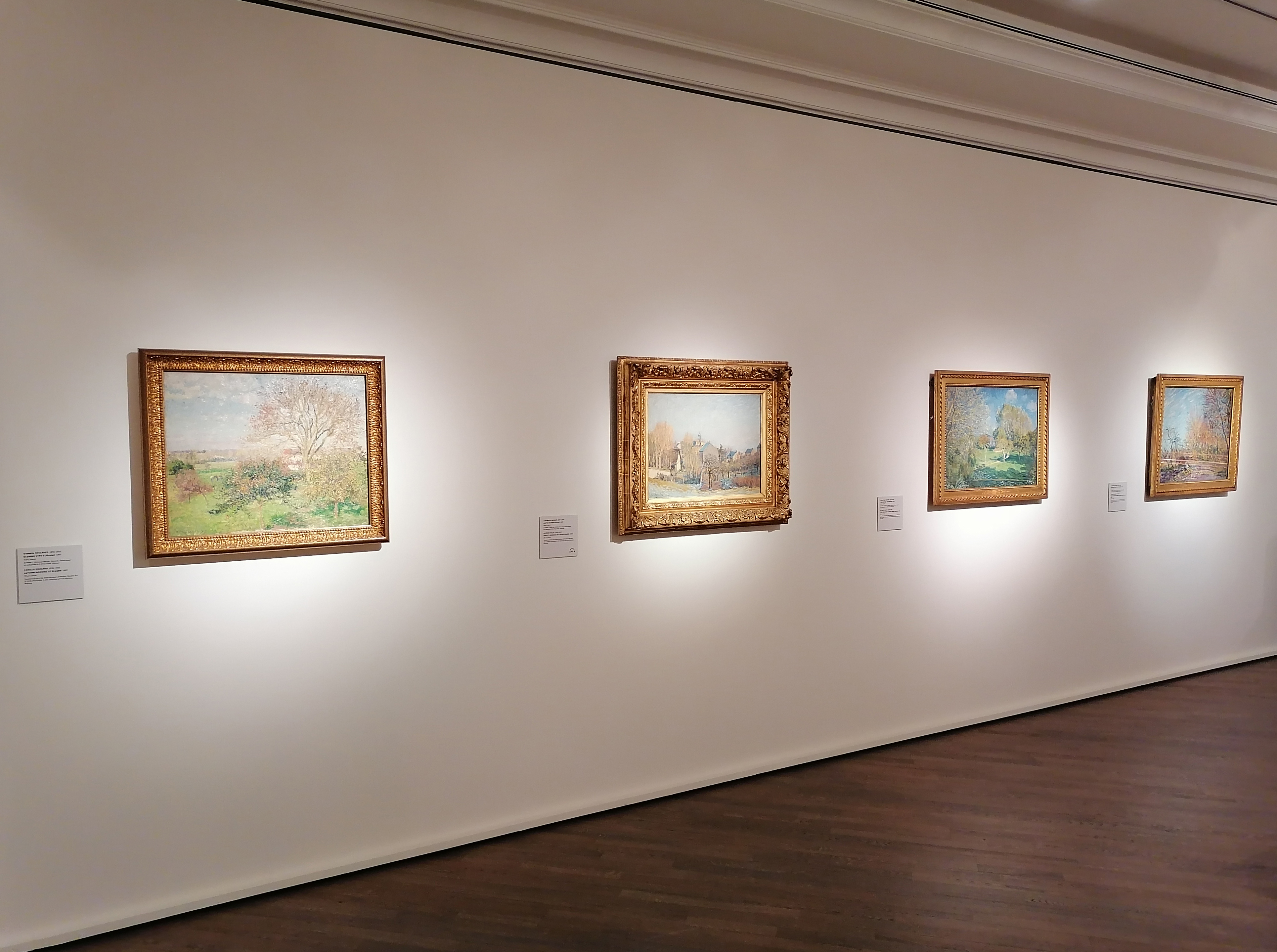
Les tableaux de Sisley dans la salle du musée Pouchkine. La Gelée à Louveciennes est le deuxième à partir de la gauche.

La provenance de l'œuvre est inconnue jusqu'au 3 mai 1902, quand Paul Durand-Ruel l'achète pour 9 300 francs lors de la vente de la collection de Jules Strauss à l'Hôtel Drouot. En 1903, Durand-Ruel le revend à Ivan Morozov - ce fut l'une de ses premières acquisitions. Le Musée Pouchkine détient une lettre du 22 juin 1903 de Durand-Ruel à Morozov acceptant de vendre l'œuvre pour 11 500 francs, bien que ce soit un gros sacrifice pour sa galerie, et un reçu en date du 27 juin,.
La collection de Morozov a été saisie par l'État soviétique après la Révolution d'Octobre et est entrée au Musée d'État du Nouvel art occidental en 1923, déménageant à son domicile actuel lors de l'abolition du Musée d'État en 1948.